# Bassus punctiventris
Bassus punctiventris är en stekelart som först beskrevs av Vladimir Ivanovich Tobias 1972.  Bassus punctiventris ingår i släktet Bassus och familjen bracksteklar. Inga underarter finns listade.